# Xã Bergland, Michigan
Xã Bergland (tiếng Anh: Bergland Township) là một xã thuộc quận Ontonagon, tiểu bang Michigan, Hoa Kỳ. Năm 2010, dân số của xã này là 467 người.